# 大阪府道104号宿野下田線
大阪府道104号宿野下田線（おおさかふどう104ごう しゅくのしもだせん）は、大阪府豊能郡能勢町を通る一般府道である。

## 概要
豊能郡能勢町宿野から豊能郡能勢町下田に至る。ほぼ全区間で往復2車線、路面も安定している。

### 路線データ
- 起点：大阪府豊能郡能勢町宿野（宿野交差点、京都府道・大阪府道54号園部能勢線交点）
- 終点：大阪府豊能郡能勢町下田（下田交差点、国道173号交点）
- 総延長：4.4 km

## 歴史
- 1969年（昭和44年）1月 - 路線認定。

## 路線状況

### 重複区間
- 大阪府道4号茨木能勢線（豊能郡能勢町大里・大里北交差点 - 豊能郡能勢町大里・大里南交差点）

### 道路施設

#### 橋梁
- 新興橋（譲川、豊能郡能勢町）
- 深田橋（一庫大路次川、豊能郡能勢町）
- 清水橋（一庫大路次川、豊能郡能勢町）

## 地理

### 通過する自治体
- 大阪府
  - 豊能郡能勢町

### 交差する道路
| 交差する道路                       | 交差する場所 | 交差する場所      |
| ---------------------------------- | ------------ | ----------------- |
| 京都府道・大阪府道54号園部能勢線   | 宿野         | 宿野交差点 / 起点 |
| 大阪府道4号茨木能勢線 重複区間起点 | 大里         | 大里北交差点      |
| 大阪府道4号茨木能勢線 重複区間終点 | 大里         | 大里南交差点      |
| 国道173号                          | 下田         | 下田交差点 / 終点 |

### 沿線
- 豊能警察署 宿野駐在所
- 能勢町役場
- 能勢町立久佐々小学校
- ピップフジモト近畿物流センター